# Chikkotankal, Manvi
Chikkotankal là một làng thuộc tehsil Manvi, huyện Raichur, bang Karnataka, Ấn Độ.